# Ловчикова, Елена Яковлевна
Елена Яковлевна Ловчикова (род. 1924 год) — звеньевая Алма-Атинского табаководческого совхоза Министерства пищевой промышленности СССР, Илийский район Алма-Атинской области, Казахская ССР. Герой Социалистического Труда (1949).
В 1948 году звено Елены Ловчиковой собрало в среднем с каждого гектара по 27,2 центнера табака сорта «Трапезонд» на площади в 4 гектара. Указом Президиума Верховного Совета СССР от 6 мая 1949 года удостоена звания Героя Социалистического Труда «за получение высоких урожаев табака при выполнении совхозом плана сдачи государству сельскохозяйственных продуктов в 1948 году и обеспеченности семенами всех культур в размере полной потребности для весеннего посева 1949 года» с вручением ордена Ленина и золотой медали «Серп и Молот».
Этим же указом звания Героя Социалистического Труда были удостоены директор совхоза Пётр Фёдорович Томаровский, бригадиры Али Ага Амрахов, Сатар Амрахов, звеньевые Деспина Георгиевна Андрияди, Имамат Велиметова и Мария Дмитриевна Суслина.